# 宜山村
宜山村（むべやまむら）は、広島県芦品郡にあった村。現在の福山市の一部にあたる。

## 地理
芦田川の流域に位置していた。

## 歴史
- 1889年（明治22年）4月1日、町村制の施行により、品治郡向永谷村、大橋村、今岡村、上山守村、下山守村が合併して村制施行し、宜山村が発足[1][2]。旧村名を継承した向永谷、大橋、今岡、上山守、下山守の5大字を編成[1]。
- 1898年（明治31年）10月1日、郡の統合により芦品郡に所属[1][2]。
- 1908年（明治41年）宜山信用購買組合設立[1]。
- 1931年（昭和6年）宜山村養蚕組合設立[1]。
- 1950年（昭和25年）宜山簡易郵便局開設[1]。
- 1955年（昭和30年）1月1日、芦品郡駅家町、近田村、服部村と合併し、駅家町が存続して廃止された[1][2]。

### 地名の由来
山名が由来であるが場所は特定されていない。かつて武部山と称した山があり、後の人が山守の内小部の南にある小部山を武部山とし、僧侶・濯征がその隠栖を宜山亭と名づけ、武部の訓に宜の字を当て、それに由来する。

## 産業
- 農業、養蚕、ハッカ、イグサ[1]

## 教育
- 1908年（明治41年）村内の小学校を統合し宜山尋常小学校開校し、上山守・向永谷に分校を置き第2学年まで収容[1]。1917年（大正6年）宜山尋常高等小学校、1947年（昭和22年）宜山小学校と変遷[1]。
- 1947年、駅家村宜山村近田村学校組合立芦東中学校宜山分校開校[1]。1948年（昭和23年）宜山中学校として独立[1]。1949年（昭和24年）学校組合立品治中学校宜山教場、1952年（昭和27年）駅家町宜山村近田村服部村学校組合立駅家中学校宜山教場と変遷し、1953年（昭和28年）同教場廃止[1]。